# Vy d'Etraz

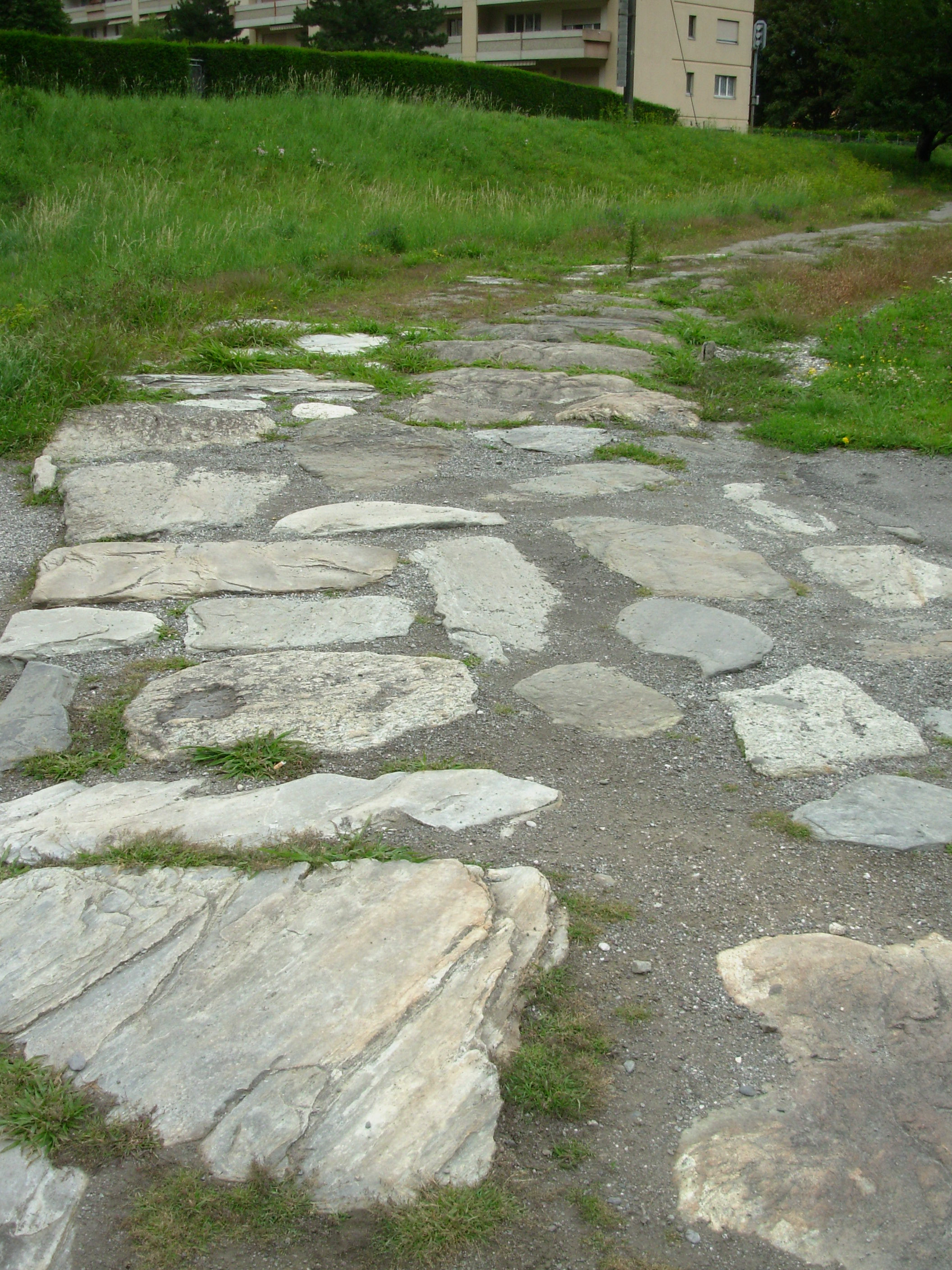
Via romana em Martigny

A Vy d'Etraz é uma via romana que atravessa de Este-Oeste a Suíça. Começa em Colônia Júlia Equestre, actual Nyon, passa por Avêntico, actual Avenches, por Vindonissa, actual Windisch, para se ir encontrar com a  Via Francigena em Augusta Ráurica.
Esta via fazia a ligação transversal entre:
- a Via Francigena que de Roma se dirigia a Cantuária passando pelo Col du Grand-Saint-Bernard, Saint-Maurice, ao longo do Lago Lemano até Lausana e depois no Jura até Pontarlier, na França.
- e uma outra via mais a Leste que atravessa o Cantão de Grisões por Coira -  cidade citada pela primeira vez no século III no Itinerário de Antonino - para vir ter ao Lago de Zurique e seguir para Augst, perto de Basileia, e continuar para a Alemanha por Estrasburgo e Mogúncia.